# أنطون أوسوف
أنطون أوسوف هو لاعب كرة قدم روسي في مركز الدفاع، ولد في 12 مايو 1994 في فلاديمير في روسيا. لعب مع طربيدو أوليارت ‏.

## وصلات خارجية
- أنطون أوسوف على موقع قاعدة بيانات كرة القدم.إي يو (الإنجليزية)
- أنطون أوسوف على موقع Soccerway.com (الإنجليزية)